# Óblast de Oremburgo
Oremburgo (del ruso: Оренбу́ргская о́бласть) es uno de los cuarenta y siete óblast de Rusia. Su capital es la homónima ciudad de Oremburgo. Ubicado en el distrito Volga limitando al norte con Samara y Tartaristán, al este con Baskortostán, al sureste con Cheliábinsk, al sur con Kazajistán y al oeste con Sarátov.

## Geografía
Las fronteras internas del óblast de Oremburgo son con las repúblicas de Baskortostán y Tataristán al norte, el óblast de Cheliábinsk al noreste y con los óblasts de Samara y Sarátov al oeste. El óblast de Oremburgo también comparte frontera internacional con Kazajistán al este y al sur. Está situado en el límite entre Europa y Asia. La mayor parte de su territorio se encuentra al oeste de la división continental en la Rusia europea y secciones más pequeñas en el este situadas en el lado asiático de la división. El río más importante del óblast es el Ural y el lago más grande Shalkar-Yega-Kara. Oremburgo está atravesado por la línea noreste de igual latitud y longitud. El punto más alto del óblast es Nakas (montaña) de 668 m (730,5 yd) de altura.

## División administrativa
Raiones
- Abdulinsky
- Adamovsky
- Akbulaksky
- Alexandrovsky
- Asekeyevsky
- Belyayevsky
- Buguruslansky
- Buzuluksky
- Dombarovsky
- Gaysky
- Grаchеvsкy
- Ileksky
- Kvarkensky
- Krasnogvardéisky
- Kuvandyksky
- Kurmanayevsky
- Matveyevsky
- Novoorsky
- Novosergiyevsky
- Oktyabrsky
- Orenburgsky
- Pervomaysky
- Perevolotsky
- Ponomaryovsky
- Sakmarsky
- Saraktashsky
- Svetlinsky
- Sеvеrny
- Sol-Iletsky
- Sorochinsky
- Tashlinsky
- Totsky
- Tyulgansky
- Sharlyksky
- Yasnensky

Ciudades
- Abdulino
- Buguruslan
- Buzuluk
- Gay
- Komarovsky (ciudad cerrada)
- Kuvandyk
- Mednogorsk
- Novotroitsk
- Oremburgo
- Orsk
- Sol-Iletsk
- Soróchinsk
- Yasny

## Economía
El óblast de Oremburgo es una de las zonas de mayor actividad agrícola de Rusia, ya que su clima es favorable para los cultivos. La primavera húmeda, el verano seco y un gran número de días soleados crean las condiciones perfectas para el cultivo de trigo, centeno, girasoles, patatas, guisantes, frijoles, maíz y cucurbitáceas.
Las exportaciones industriales de Oremburgo incluyen petróleo y productos derivados del mismo como gas, metales, motores eléctricos, radiadores y maquinaria.

## Demografía
población: 2,033,072 (censo de 2010); 2,179,551 (censo de 2002); 2,174,459 (censo de 1989).
| Gráfica de evolución de Óblast de Oremburgo entre 1989 y 2021 |
|                                                               |

### Etnias
Según el censo de 2010, la composición étnica del óblast era la siguiente:
- Rusos: 75,88% *
- Tártaros: 7,56%
- Kazajos: 6,01%
- ucranianos: 2,48%
- Baskires: 2.33%
- Mordvinos: 1.93%
- Alemanes: 0,6%
- Chuvasios: 0.6%
- Bielorrusos: 0,3%
- Azeríes: 0.4
- Otros grupos, ninguno más del 0,2% de la población.

## Áreas protegidas
El óblast se encuentra en la ecorregión de la estepa póntica (llamada así por Euxeinos Pontos, el mar Negro), es una pradera que se extiende desde el este de Rumanía hasta Kazajistán, a través de los bordes septentrionales del mar Negro y el mar Caspio. Es una pradera expansiva que es relativamente plana y con suelo fértil.
La región cuenta con las siguientes áreas protegidas.
- Reserva natural de Oremburgo.[8]
- Reserva natural Shaitan-Tau.
- Parque nacional Buzulukski Bor.